# 남해 차차웅
남해차차웅(南解次次雄, 기원전 50년 ~ 24년 9월, 재위 4년 3월 ~ 24년 9월)은 신라의 2대 국왕으로, 혁거세왕과 알영부인의 적자이다. 이름은 남해(南解)이다. 그의 칭호에 대하여는 국왕이면서 동시에 제사장 역할을 했다는 설이 있다.
삼국사기와 삼국유사에서는 출생연도가 기록되어 있지 않지만, 족보에 따르면 선제 감로 4년 즉 기원전 50년에 태어났다고 기록되어 있다.
신라의 시조를 박혁거세가 아닌 남해로 보는 견해가 있다.

## 왕호
"삼국유사(三國遺事)"에는 “남해거서간(南解居西干)은 또한 차차웅이라고도 하니, 이것은 존장의 칭호로서 오직 이 임금에게만 칭한 것이다" 라고 전한다. "차차웅"이라는 왕호에 대해서 《삼국사기》는 김대문을 인용하여, "차차웅 혹은 자충(慈充)은 무당을 이른다. 세상 사람들이 무당이 귀신을 섬기고 제사를 받들기에, 그를 외경해 마침내 존귀한 어른을 일컬어 자충이라고 하게 되었다." 고 전하는 바, 이는 신라가 초기에는 샤머니즘의 사회였다고 해석하기도 한다.
이태진 교수는 "차차웅"은 가가웅으로도 읽을 수 있으며 또한 "거서간"에서 이어지는 호칭이라고 주장하였다. 이태진 교수는 "고대부터 "ㅊ, ㅉ" 발음은 "ㅋ, ㄱ" 발음과 혼용되어 왔다. 고대 로마에서 카간을 차가누스라고 부른 것처럼 말이다. "차차웅" 또한 "가가웅, 카카웅"으로 읽을 수 있으며 이는 각간을 각찬이라고도 쓴 것을 보면 알 수 있다. 즉 차차웅이 전혀 다른 형태로 나타난 호칭이 아닌 거서간에 연속성이 있는 것이라는 뜻이다"라고 말했다.

## 치세
4년에 즉위하여 낙랑을 막고 6년(즉위 3년) 음력 1월에 시조 혁거세 거서간의 묘(廟(시조묘始祖廟)를 세웠으며, 8년(즉위 5년)에 석탈해를 맏사위로 받아들였고, 10년(즉위 7년)에는 그를 대보(大輔)로 삼아 군국의 정사를 맡겼다.
남해 차차웅의 치세에는 외침이 잦았다. 남해 차차웅이 좌우의 신하들에게 말하였다. “두 성인이 나라를 버리시고 내가 나라 사람들의 추대로 그릇되이 왕위에 있어, 두려움이 마치 냇물을 건너는 것과 같다. 지금 이웃 나라가 와서 침범하니, 이는 내가 덕이 없는 까닭이다. 이를 어찌하면 좋겠는가?” 좌우의 신하들이 대답하였다. “적(賊)이 우리가 국상(國喪)을 당하였음을 다행으로 여겨서 망령되게 군사를 이끌고 왔으니 하늘이 반드시 그들을 도와주지 않을 것입니다. 지나치게 두려워하지 않아도 됩니다.” 적이 잠시 후에 물러갔다. 14년(즉위 11년)에 왜가 민가를 노략하여 6부의 병사들을 내보내 격퇴하였다.
18년, 경주에 가뭄이 들고, 음력 7월에는 메뚜기떼의 재해가 있어 백성들이 굶주렸으므로 창고의 곡식을 열어 그들을 진휼하였다. 고구려에 복종하는 일곱 나라가 와서 투항하였다.(월 미상) 19년(즉위 16년)봄 2월에 북명(北溟)사람이 밭을 갈다가 예왕의 인장(濊王之印)을 발견, 차차웅에게 바쳤다. 《삼국지》〈권30 오환선비동이전〉 부여조(條)에 "그 나라 인장에는 '예왕지인'이라 한 글귀가 있다"라고 했는데, 이것은 신라에서 예나 부여가 그리 멀지 않고 가까운 이름이었음을 나타낸다. 한편, 이는 당시 신라의 세력에 비추어 황당하다는 주장도 있다.22년(즉위 19년)에는 전염병이 크게 돌았다. 또, 이 해 겨울 11월에는 얼음이 얼지 않았다.
24년(즉위 21년)에 누리가 생기고 왕이 돌아가시니 경주 사릉원(蛇陵園) 안에서 장사지냈다.

## 가계
- 부왕 : 혁거세 거서간(赫居世居西干)
- 모후 : 알영부인(閼英夫人)
  - 왕비 : 운제부인(雲帝夫人)
    - 장남 : 유리 이사금(儒理尼師今)
    - 차남 : 박나로(朴奈老)
    - 장녀 : 아효부인(阿孝夫人), 제4대 탈해 이사금(脫解尼師今)의 왕후
    - 차녀 : 김명옥(金鳴玉)에게 출가

## 남해 차차웅이 등장하는 작품
- 《김수로》(MBC, 2010년~2010년, 배우:권성덕)

## 같이 보기
- 고구려
  - 유리명왕 (기원전 19년~서기 18년)
  - 대무신왕 (기원전 18년~서기 44년)
- 백제
  - 온조왕 (기원전 18년~서기 29년)

## 참고 문헌
- 진수(3세기),《삼국지》〈권30 오환선비동이전〉
- 김부식 (1145). 〈권제1  남해 차차웅 條〉. 《삼국사기》.
- 일연 (1281). 〈권제1 남해 차차웅 條〉. 《삼국유사》.

| 전 대 혁거세 거서간 | 제2대 신라 국왕 4년 ~ 24년 | 후 대 유리 이사금 |